# معماری تخت جمشید
معماری تخت جمشید توسط معماران، هنرمندان و متخصصان از ملل مختلف زیر نفوذ شاهان هخامنشیان مانند آشوریان، مصریان، اوراتوئیان، بابلیان، لودیان، ایونیان، هندوان، سکائیان و غیره انجام شده‌است.
در گذر زمان تعدادی از ستون‌های دروازه کاخ صد ستون در تخت جمشید حوادثی مثل زلزله را پشت سر گذاشته و سر پا مانده‌اند. آن‌ها در نگاه اول یکپارچه به نظر می‌رسند اما در حقیقت تکه‌تکه هستند و روی هم سوار شده‌اند. راز پایداری آن‌ها مقابل زمین لرزه در محل اتصال این تکه‌هاست، جایی که دو تکه ستون به وسیله سرب مذاب به هم متصل شده‌اند. این سرب علاوه بر محکم کردن اتصال دو تکه ستون، نقش مهمی برای مقاومت سازه در مقابل زمین لرزه داشته‌است. سرب فلز چکش خوار و نرمی است که هنگام بروز زمین لرزه از خودش واکنش نشان داده و خرد نمی‌شود، این همان نقشی است که در ساختمان‌های امروزی و مدرن بر عهده فنر لای ستون‌ها گذاشته می‌شود.

## سنجش درازا و شمارگان
سنجش درازا و شمارگان در معماری تخت جمشید از سامانه ویژه‌ای پیروی می‌کنند. کشف این دستاوردها حاصل پژوهش‌های آقا و خانم تیلیا، مایکل رف، کرفتر و ا. هسه می‌باشد. کوچک‌ترین واحد اندازه‌گیری یک انگشت بوده‌است، واحدهای دیگر کف، گام و گز بوده‌اند. بیشتر اعداد به کار گرفته شده در تخت جمشید ضریبی از عدد ۳ بوده‌اند. اعداد ۳، ۷ و ۹، اعدادی مقدس در نزد مردمان ایران در دوران باستان بوده‌است.

## مقیاس‌های درازا
پژوهش‌های کرفتر، ا. هسه، خانم و آقای تیلیا و مایکل رف، مقیاس‌های طولی به کار رفته در تخت جمشید را روشن کرده‌است. کوچک‌ترین واحد اندازه‌گیری یک انگشت بوده‌است که با مقیاس امروزی ۲، ۲ سانتی‌متر می‌شود. واحدهای دیگر عبارت بوده‌اند از:
1. کف یا قبضه برابر ۴ انگشت یا ۸، ۷ سانتی‌متر
2. گام تخت جمشیدی برابر ۱۶ انگشت یا ۷، ۳۴ تا ۸، ۳۴ سانتی‌متر
3. آرش (گز) برابر ۲۴ انگشت یا ۱، ۵۲ تا ۲، ۵۲ سانتی‌متر

بهترین مورد برای بررسی از مقیاس گام تخت جمشیدی، پلکان شرقی آپادانا است که در یک نظر رابطه منطقی طول و عرض قسمت‌های آن بدین صورت مشخص می‌شود: جبهه پلکان را به‌طور کلی به قسمت شمالی (سان سربازان و بزرگان)، مرکزی (مهتابی جلو) و جنوبی (سان هدیه‌آوران) می‌توان تقسیم کرد. هریک از آنها ۷۸ گام طول و ۹ گام بلندی دارد. قسمت میانی مهتابی جلو، ۹ گام بلندی و دو برابر آن طول دارد و دو شیب پلکان‌های متقارن آن هر یک قاعده‌ای به طول ۳۰ گام دارند. از لبه مهتابی جلویی تا آغاز شیب هر یک از پلکان‌های متقارن مهتابی عقبی، درست ۷۸ گام می‌شود و در همه این اعداد ضریبی از عدد ۳ را که در ایران باستان مقدس بوده‌است، می‌یابیم.

## نقش عدد ۳ و ضرایب آن
عدد ۳، ۷ و ۹، اعدادی مقدس دانسته می‌شده‌اند. آپادانا در مجموع ۷۲ ستون دارد که برابر ۷۲ فصل یسنای اوستا و ۷۲ رشته کشتی (کستی) است که ایرانیان باستان به کمر می‌بسته‌اند.
بر نقش‌های بارعام کاخ صدستون و نقش نمای آرامگاه، پادشاه و شش تن از یارانش را نشان داده‌اند که درست مثل قرار گرفتن اهورامزدا در میان شش فرشته بزرگ در باور ایرانیان باستان است و مؤید زرتشتی بودن هخامنشی‌ها می‌باشد.
پلکان بزرگ شمال غربی ۱۱۱ پله (یعنی سه برابر عدد یک) دارد که حاصل ضرب ۳۷ (سه و هفت) در عدد ۳ می‌باشد و شمار منزل‌های راه شاهی از شوش تا سارد هم درست ۱۱۱ بوده‌است و این یکسانی تصادف نیست، به ویژه که پلکان مورد بحث با یک پاگرد به دو قسمت تقسیم می‌شود یکی ۶۳ پله دارد (یعنی ۳×۳×۳×۷ و هم چنین به صورت ۳ و دو برابرش ۶ در کنار هم) و دیگری ۴۸ پله (یعنی ۱۶×۳). موارد دیگر هم چنین رمزهایی را نشان می‌دهد.
سه درگاه کاخ دروازه کشورها و کاخ سه‌در، سه ردیف حجاری بر پلکان‌های آپادانا، ۹۹ ستون در تالار شمالی خزانه، ۱۴۷ نفر هدیه‌آور بر قسمت جنوبی پلکان شرقی آپادانا (۳×۷×۷ یا ۷×۲۱) و ۱۶۸ سرباز، مهتر و بزرگ‌زاده بر قسمت شمالی آن (۷×۲۴)، ۲۳۴ گام تخت جمشیدی در طول پلکان‌های آپادانا (۱۳×۱۸ همچنین دقت شود به ترتیب ۲و۳و۴ در این رقم) و ۷۲ گام تخت جمشیدی در طول نقش بارعام خزانه (در اصل بر جبهه مرکزی پلکان‌های آپادانا) و ۷۲ گام تخت جمشیدی در فاصله میان هر یک از ستون‌های کاخ صدستون.